# Pepeliszte (gmina Negotino)
Pepeliszte (mac. Пепелиште) – wieś w centralnej Macedonii Północnej, terytorialnie i administracyjnie należąca do gminy Negotino. Według stanu na 2002 rok jej liczebność wynosiła 1070 mieszkańców.

położenie wsi na mapie gminy

Według danych ze spisu powszechnego przeprowadzonego w 2002 roku, wieś Pepeliszte zamieszkiwało 1070 osób deklarujących następującą narodowość: 
- Macedończycy – 796 (74,39%)
- Serbowie – 194 (18,13%)
- Turcy – 33 (3,08%)
- Romowie – 25 (2,34%)
- Inni – 22 (2,06%)